# Assita Touré
Assita Touré (Treichville, 24 novembre 1992) è un'ex nuotatrice ivoriana, specializzata nello stile libero.

## Biografia
Rappresentò la Costa d'Avorio ai Giochi olimpici estivi di Londra 2012, dove ottenne il 66º tempo nelle batterie dei 50 m stile libero e fu eliminata.
Al termine dei Giochi abbandonò il villaggio olimpico, assieme al connazionale Kouassi Brou, senza informare i tecnici della propria federazione. Si rifiutò di rientrare in Costa d'Avorio ed formulò richiesta di asilo politico.